# Coachman's Cove
Coachman's Cove est une municipalité située sur l'île de Terre-Neuve dans la province de Terre-Neuve-et-Labrador au Canada. La population y était de 93 habitants en 2006.

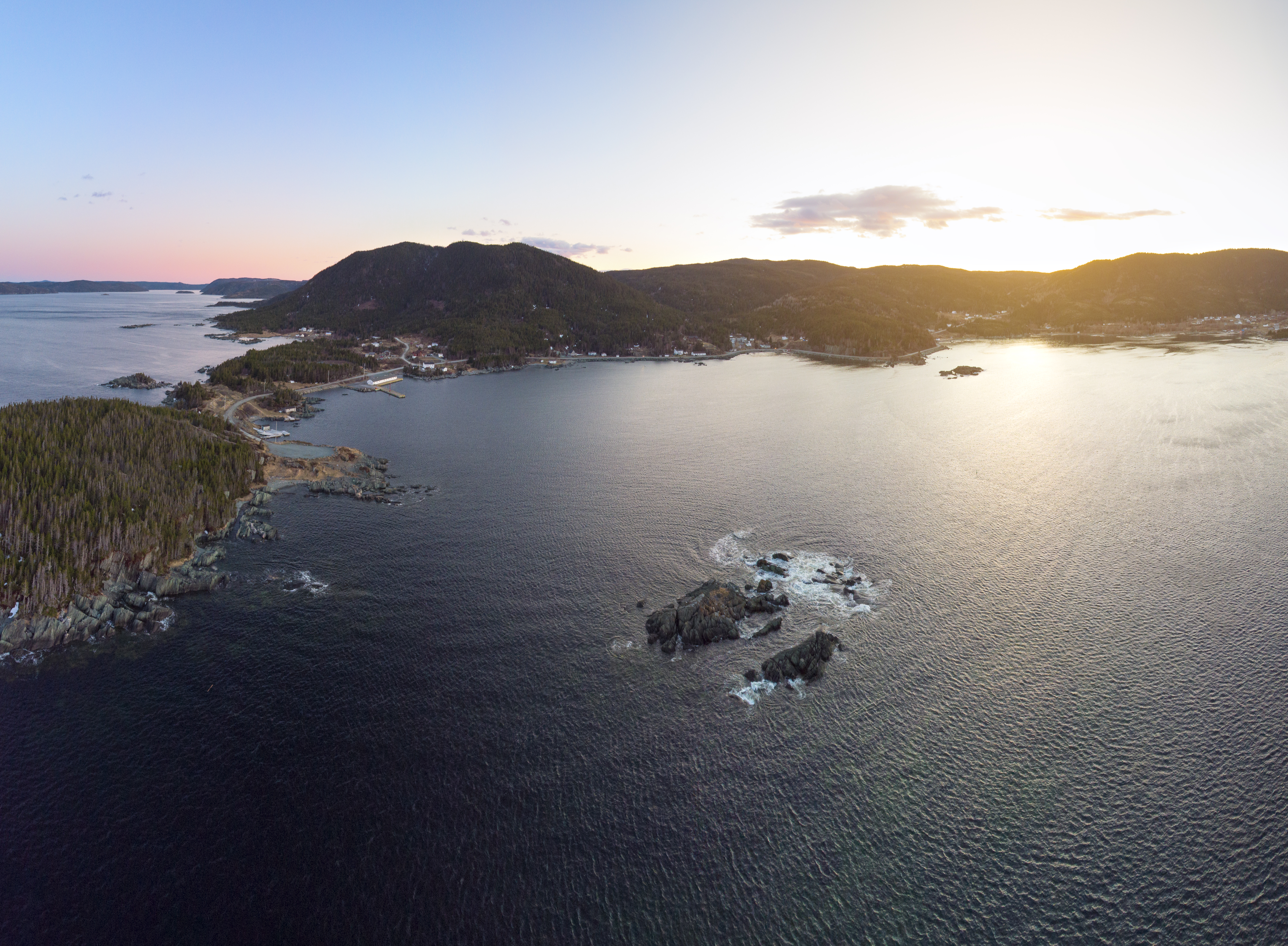
Coachman's Cove avec l'île Gentille

## Annexe